# Piratula

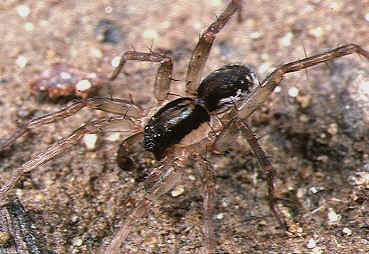
Samiec Piratula iriomotensis

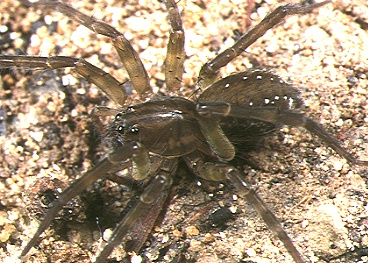
Samica Piratula clercki

Piratula – rodzaj pająków z rodziny pogońcowatych i podrodziny Piratinae. Obejmuje 28 opisanych gatunków. Zamieszkują palearktyczną Eurazję i nearktyczną Amerykę Północną.
Pająki te wraz z pokrewnym rodzajem Pirata noszą polskojęzyczną nazwę zwyczajową korsarz.

## Morfologia
Pająki o rozmiarach zwykle mniejszych niż u rodzaju Pirata; długość ich karapaksu wynosi poniżej 3 mm, a długość uda pierwszej pary odnóży poniżej 2,5 mm. Część głowowa karapaksu ma lekko wypukłe boki i leży na tej samej wysokości co część tułowiowa. Boki karapaksu są stromo opadające. Ośmioro oczu rozmieszczonych jest w trzech szeregach poprzecznych. Szereg dolny może być prosty lub też oczy pary przednio-środkowej mogą leżeć wyżej niż pary przednio-bocznej. Oczy pary przednio-środkowej są większe niż pary przednio-bocznej. Nadustek jest niski, wysokością zbliżony do średnicy oka przednio-środkowego. Warga dolna jest nieco dłuższa niż szeroka, ku przodowi zwężona i u podstawy wcięta. Sternum jest z tyłu spiczasto zakończone. Odróżnia się od tego u rodzaju Pirata wzorem obejmującym jasną przepaskę środkową i trzy pary jasnych kropek po bokach. Odnóża pierwszej pary różnią się od tych u rodzaju Pirata obecnością przednio-bocznego kolca na goleni. Genitalia samicy różnią się od tych u rodzaju Pirata zbiornikiem środkowym dłuższym i zwykle mającym większą średnicę niż zbiornik boczny. Nogogłaszczki samca wykazują liczne różnice między rodzajami w budowie bulbusa. U Piratula subtegulum jest położone bardziej i krótkie, nie dłuższe niż połowa wysokości bulbusa, apofiza tegularna jest duża i C-kształtna, kanalik nasienny ma przebieg niemal poziomy, a apofiza subterminalna embolusa jest mała, czasem listwowata lub kikutowata i tylko u P. meridionalis zakończona ostro.

## Ekologia i występowanie
Pająki te występują głównie w pobliżu wód słodkich. Zdolne są do chwytania ofiary znajdującej się pod taflą wody. W polowaniu wykorzystują głównie zmysł wzroku.
Rodzaj ten ma zasięg holarktyczny. Centrum jego bioróżnorodności znajduje się na Dalekim Wschodzie Palearktyki. Najliczniejszą faunę ma Rosja, gdzie występuje 14 gatunków. 11 gatunków odnotowano w Japonii, a 10 gatunków w Chinach. 5 gatunków stwierdzono w nearktycznej Ameryce Północnej. Fauna Europy liczy sobie 6 gatunków, z których w Polsce stwierdzono pięć.

## Taksonomia
Nazwa Piratula wprowadzona została do literatury przez Carla Friedricha Roewera w 1955 roku, ale bez diagnozy, stanowiąc wówczas nomen nudum. Zgodnie z zasadami nomenklatury zoologicznej rodzaj ten wprowadzony został przez Roewera w 1960 roku. Jego diagnoza bazowała głównie na układzie oczu. Gatunkiem typowym wyznaczono Pirata hygrophilus, opisanego w 1872 roku przez Tamerlana Thorella ze Szwecji. W 1981 roku Charles D. Dondale i James H. Redner zsynonimizowali go z rodzajem Pirata. W 2011 roku Michaił Omełko, Jurij Marusik i Seppo Koponen przywrócili rodzaj Piratula wskazując na liczne różnice morfologiczne z rodzajem Pirata. W pracach z 2019 i 2021 roku Rainer Breitling na podstawie molekularnych analiz filogenetycznych sekwencji mitochodrialnego DNA kodujących podjednostkę I oksydazy cytochromowej (CO1) powtórnie zsynonimizował te rodzaje. Większość arachnologów molekularne analizy sekwencji CO1 uznaje jednak za niewystarczające do rozpracowywania filogenezy pająków na szczeblu rodzajowym, stąd krok ten nie został uwzględniony np. przez autorów bazy World Spider Catalogue.
Do rodzaju tego zalicza się 28 opisanych gatunków:

- Piratula borea (Tanaka, 1974)
- Piratula canadensis (Dondale & Redner, 1981)
- Piratula cantralli (Wallace & Exline, 1978)
- Piratula clercki (Bösenberg & Strand, 1906)
- Piratula denticulata (Liu, 1987)
- Piratula gigantea (Gertsch, 1934)
- Piratula hiroshii (Tanaka, 1986)
- Piratula hokkaidensis (Tanaka, 2003)
- Piratula hurkai (Buchar, 1966)
- Piratula hygrophila (Thorell, 1872) – korsarz bagiennik
- Piratula insularis (Emerton, 1885)
- Piratula iriomotensis (Tanaka, 1989)
- Piratula knorri (Scopoli, 1763) – korsarz potokowiec
- Piratula latitans (Blackwall, 1841) – korsarz malutki
- Piratula logunovi Omelko, Marusik & Koponen, 2011
- Piratula longjiangensis (Yan et al., 1997)
- Piratula meridionalis (Tanaka, 1974)
- Piratula minuta (Emerton, 1885)
- Piratula montigena (Liu, 1987)
- Piratula piratoides (Bösenberg & Strand, 1906)
- Piratula procurva (Bösenberg & Strand, 1906)
- Piratula raika Zamani & Marusik, 2021
- Piratula serrulata (Song & Wang, 1984)
- Piratula tanakai (Brignoli, 1983)
- Piratula tenuisetacea (Chai, 1987)
- Piratula uliginosa (Thorell, 1856)
- Piratula yaginumai (Tanaka, 1974)
- Piratula yesoensis (Tanaka, 1985)